# Schweizerisches Künstler-Lexikon
Schweizerisches Künstler-Lexikon – Dictionnaire des Artistes Suisses – ist der Titel eines mehrbändigen Künstler-Lexikons, «herausgegeben mit Unterstützung des Bundes und kunstfreundlicher Privater vom Schweizerischen Kunstverein. Redigiert unter Mitwirkung von Fachgenossen von Dr. Carl Brun, Professor der Kunstgeschichte an der Universität Zürich.»

## Entstehung
Die von Johann Caspar Füssli erschienenen Werke – Geschichte und Abbildung der besten Mahler in der Schweitz (1754–1757) sowie der wesentlich erweiterte Titel Geschichte der besten Künstler in der Schweitz (1769–1779) – waren Anfang des 20. Jahrhunderts veraltet, in ausländischen Publikationen war die Schweizer Kunst kaum präsent.
Von Friedrich Otto Pestalozzi, 1888 bis 1895 Präsident der Zürcher Künstlergesellschaft, kam 1898 die Anregung der Schaffung eines Schweizerischen Künstler-Lexikons. Ein Gedanke, mit dem sich auch Carl Brun bei seiner Tätigkeit als Mitarbeiter an Naglers Neuen Allgemeinen Künstler-Lexikon und als Verfasser von Artikeln für die Allgemeine Deutsche Biographie beschäftigt hatte.
Vom Schweizerischen Kunstverein wurde Carl Brun 1905 zum Redaktor des nun geplanten Schweizerischen Künstler-Lexikons ernannt. Die Entstehung leitete er bis zur Herausgabe des Supplementbandes 1917.
Die für die Herausgabe gegründete Redaktionskommission bestand aus dem Kaufmann und Publizisten F. O. Pestalozzi (Zürich), dem Kunsthistoriker Daniel Burckhardt (Basel), dem Kunsthistoriker Johann Rudolf Rahn (Zürich), dem Staatsarchivar Heinrich Türler (Bern), dem Maler Charles Vuillermet (Lausanne) und Carl Brun (Zürich).

## Inhalt
Der Begriff «Schweizer Künstler» wurde weit gefasst. Neben den in der Schweiz geborenen Meistern sollten auch die ausländischen, in der Schweiz tätigen, Berücksichtigung finden.
Die Artikel sollten in knapper Form dem Stand der Kritik und Forschung entsprechend, eine Schilderung des Lebens und der Studien der Künstler enthalten mit einer Aufzählung hauptsächlicher Werke und Angaben zur Literatur. Sie sollten nicht den Charakter eine Monographie haben. Beiträge zu Künstlern der deutschen Schweiz und des Kantons Tessin wurden in deutscher, die über Künstler der französischen Schweiz in französischer Sprache geschrieben.
Neben den Malern, Bildhauern und Architekten sollten – «soweit sie das Milieu und den Durchschnitt der Leistungsfähigkeit und Mannigfaltigkeit der Kunstzweige vertreten» – auch die Glasmaler, Email- und Miniaturmaler, die Vertreter der graphischen Künste, die Bildschnitzer, Kunstschreiner, Medailleure, Wachsbossierer, Goldschmiede, Kunstschmiede und -schlosser, Erzgiesser und Kunsttöpfer berücksichtigt werden.
Die Redaktion wurde dabei von etwa 100 Fachexperten aus allen Kantonen unterstützt, die mit vereinheitlichten Vorlagen die Künstlerbiografien verfassten. Die lebenden Künstler wurden ebenfalls mit entsprechenden Fragebögen zur Auskunft über Geburtsort und -datum, Kunstgattung, Studiengang, bedeutende und im Lexikon zu erwähnende Werke (speziell in öffentlichen Sammlungen) sowie Auszeichnungen gebeten.
Als Verlagsfirma wurde der Verlag Huber & Co. in Frauenfeld gewählt. Das Lexikon erschien in vier Bänden zwischen 1905 und 1917. Ein unveränderter Nachdruck dieser Ausgabe erfolgte 1967 beim Verlag Kraus, Nendeln/Liechtenstein.
Das Lexikon wurde die erste umfassende Sammelbiografie zur Schweizer Kunst. Die Fortsetzungsarbeiten dieses Standardwerks dienten als Grundlage für das 1958 bis 1967 herausgegebene Künstlerlexikon der Schweiz, 20. Jh.

## Bibliographische Angaben
- Carl Brun (Redakteur): Schweizerisches Künstler-Lexikon. 4 Bände, Verlag Huber & Co, Frauenfeld 1905–1917. (DNB 560654456)
  - Band 1: A–G, 1905 (archive.org)
  - Band 2: H–R, 1908 (archive.org)
  - Band 3: S–Z, 1913 (archive.org)
  - Band 4: Supplement A–Z, 1917 (archive.org)
- Nachdruck der Ausgabe von 1905–1917, Verlag Kraus, Nendeln/Liechtenstein 1967 (DNB 458917060)